# Altenried (Treffelstein)
Altenried ist ein Ortsteil der Gemeinde Treffelstein im Oberpfälzer Landkreis Cham, (Bayern).

## Geographische Lage
Der Weiler Altenried liegt etwa zwei Kilometer nordöstlich von Treffelstein in der Nähe des Braunmühlbachs, der ungefähr zwei Kilometer weiter nordöstlich in der Steinlohe entspringt und zwei Kilometer weiter südlich in den Biberbach mündet.

## Geschichte
Im 17. Jahrhundert war das Gebiet um Altenried zwischen Bayern und Böhmen umstritten; erst 1764 wurde der Ort endgültig Bayern zugeschlagen.
In einer Meldung der Landesdirektion wurde Altenried unter dem Namen Braunhöf am 2. Mai 1806 als zur Filiale Biberbach gehörig mit 12 Einwohnern aufgeführt.
1837 war Braunhöf (= Altenried) im Diözesanmatrikel mit zwei Häusern und zwölf Einwohnern aufgeführt. 1845 wurde notiert, dass es in Braunhöf – vor alten Zeiten Altenried genannt – zwei Bauernhöfe mit 18 Einwohnern gab, die Getreide, Flachs, Kartoffeln und viel Kraut (= Kohl) anbauten, gute Viehzucht trieben und viel eigenes Holz hatten mit vielen alten und großen Buchen.
Zum Stichtag 23. März 1913 (Osterfest) wurde Altenried unter dem Namen Braunhof als Teil der Expositur Treffelstein mit 3 Häusern und 18 Einwohnern aufgeführt.
Am 31. Dezember 1990 hatte Altenried 15 Einwohner und gehörte zur Pfarrei Treffelstein.